# 福卡尔基耶伯国
福卡尔基耶伯国（法語：Comté de Forcalquier）是一个存在于11至13世纪间的一个伯国，其范围包括今天法国德龙省东南部、沃克吕兹省东部、上普罗旺斯阿尔卑斯省西部和上阿尔卑斯省中西部地区，首府为福卡尔基耶。

## 历史
1018年，普罗旺斯伯爵纪尧姆二世逝世，其伯国北部被他的两个小儿子瓜分，其中二儿子普罗旺斯的富尔克·贝尔特朗获得了迪朗斯河右岸的大片土地，该区域以福卡尔基耶作为首府，并以此命名。1209年，福卡尔基耶女伯爵加尔桑德·德萨布朗与普罗旺斯的阿尔方斯二世联姻，福卡尔基耶伯国重归普罗旺斯伯国。

## 地理
福卡尔基耶伯国东南侧隔迪朗斯河和普罗旺斯伯国相望；西侧和北侧则与普罗旺斯马尔基萨国及多菲内接壤，可能以代沃吕山脉和埃克兰山作为分界线。

## 伯爵
福卡尔基耶伯国先后被普罗旺斯、于尔热尔和萨布朗家族统治。